# バーンチャン工業団地
バーンチャン工業団地 (タイ語:นิคมอุตสาหกรรมบางชัน、英語：Bangchan Industrial Estate）は、タイのタイ工業団地公社の管理する工業団地の一つ。タイ中部バンコクミンブリー区およびカンナーヤーオ区に位置する。1982年に開設。2011年現在全83社のうち日系20社。

## 管理事務所所在地
バンコク ミンブリー区 ミンブリー地区 セーリータイ通り、ソーイ・セーリータイ通り 87、ムー14、60 
（60 หมู่ 14 ซอยเสรีไทย 87 ถนนเสรีไทย แขวงมีนบุรี เขตมีนบุรี กรุงเทพมหานคร 10510） 
- 各地からの距離
  - バンコク中心部より25km
  - クローントゥーイ港より30km
  - スワンナプーム国際空港より15km

## 用地
- 用地面積 - 一般工業区 82ha、住宅・商業用区 21ha、公共インフラエリア 18ha、緑地その他 3ha

## 施設
- 水道水：首都水道公社からの給水能力は6,500㎥/日。予備井戸5箇所。
- 電力：ミンブリー区首都電力公社のバーンチャン発電分所から供給。電圧は24kV。
- 電話：360回線 （TOT）
- 廃水処理 ：共同廃水処理施設なし。各工場ごとに廃水処理設備をもつ。
- ごみ焼却所:一般ゴミはミンブリー区役所、カンナーヤーオ区役所およびBPEC。危険ゴミはGENCO社やサイヤムセメント社等の工場局から認可を受けた業者によって処理。
- 道路：幹線道路は幅員24m、補助幹線道路は幅員21m、16m、13m。
- 洪水対策：9,108mのコンクリート製雨水放水路システム。4,940mの土製雨水放水路システム。
- 防火システム:消火栓25ケ所、6立方メートル級水槽車1台、消防署。
- ワンストップサービスセンター（OSOS）はタイ工業団地公社本部およびバーンチャン工業団地事務所に設置。

## 洪水
（2011年の工業団地の被災についてはタイ工業団地公社の2011年タイ北部・中部地域及びバンコク都における降雨・洪水被害の項を参照）
2011年7月から続くタイ北部の大雨によりアユタヤ県内でも洪水が発生し、バンコク近郊の工業団地が冠水、閉鎖した。本工業団地は10月12日タイ工業団地公社により洪水被害の可能性がある工業団地として指定。10月13日には特に洪水に警戒を要する工業団地に格上げし、ランプラチュー運河の水位上昇への警戒を呼びかけていた。11月6日から一部で浸水が始まったが、工業団地公社では管理可能な状況としてバーンチャン運河、セーンセープ運河、ローレー運河へポンプ排水を行っている。